# Parque nacional

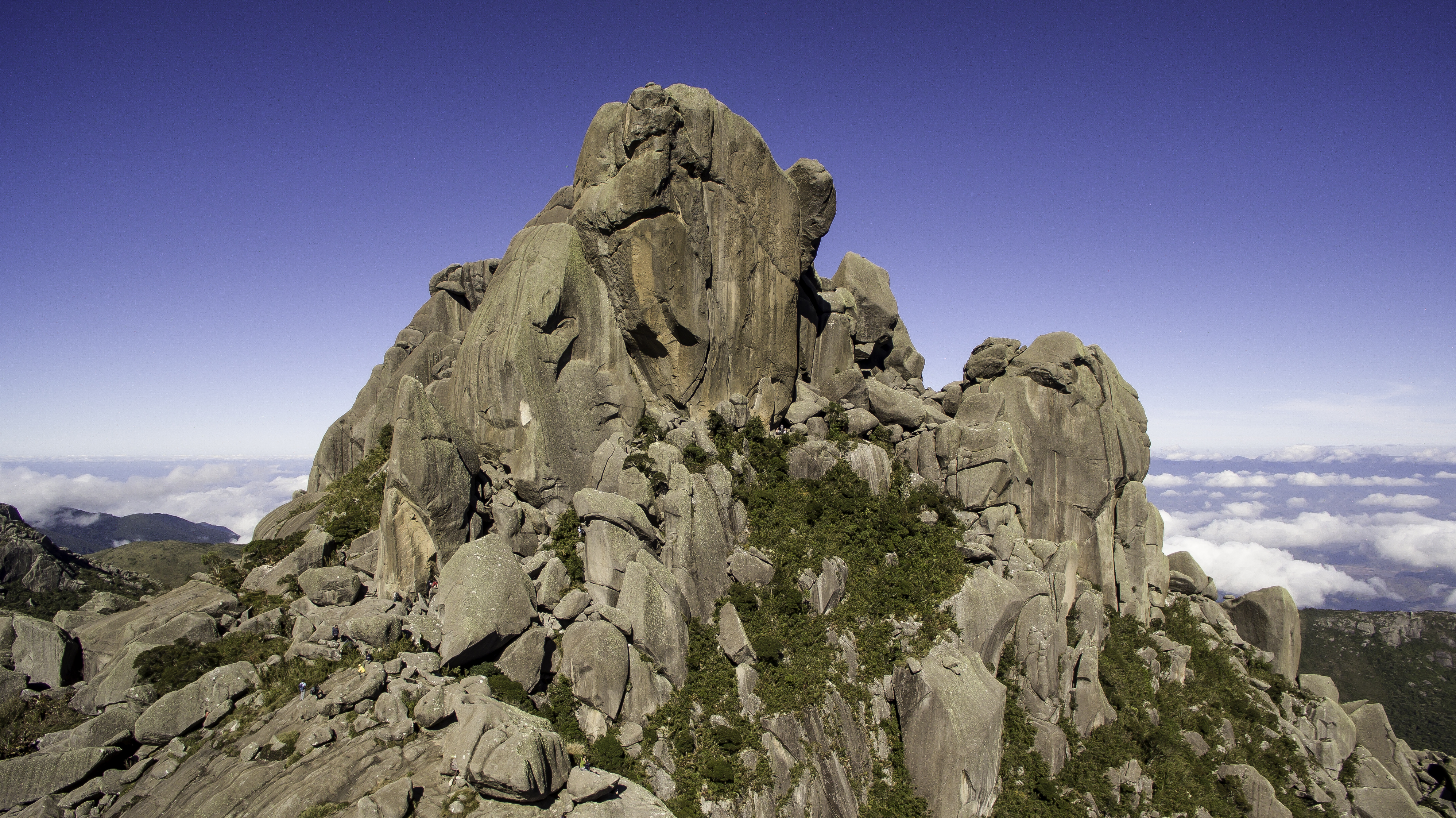
Parque Nacional do Itatiaia, o mais antigo Parque Nacional do Brasil

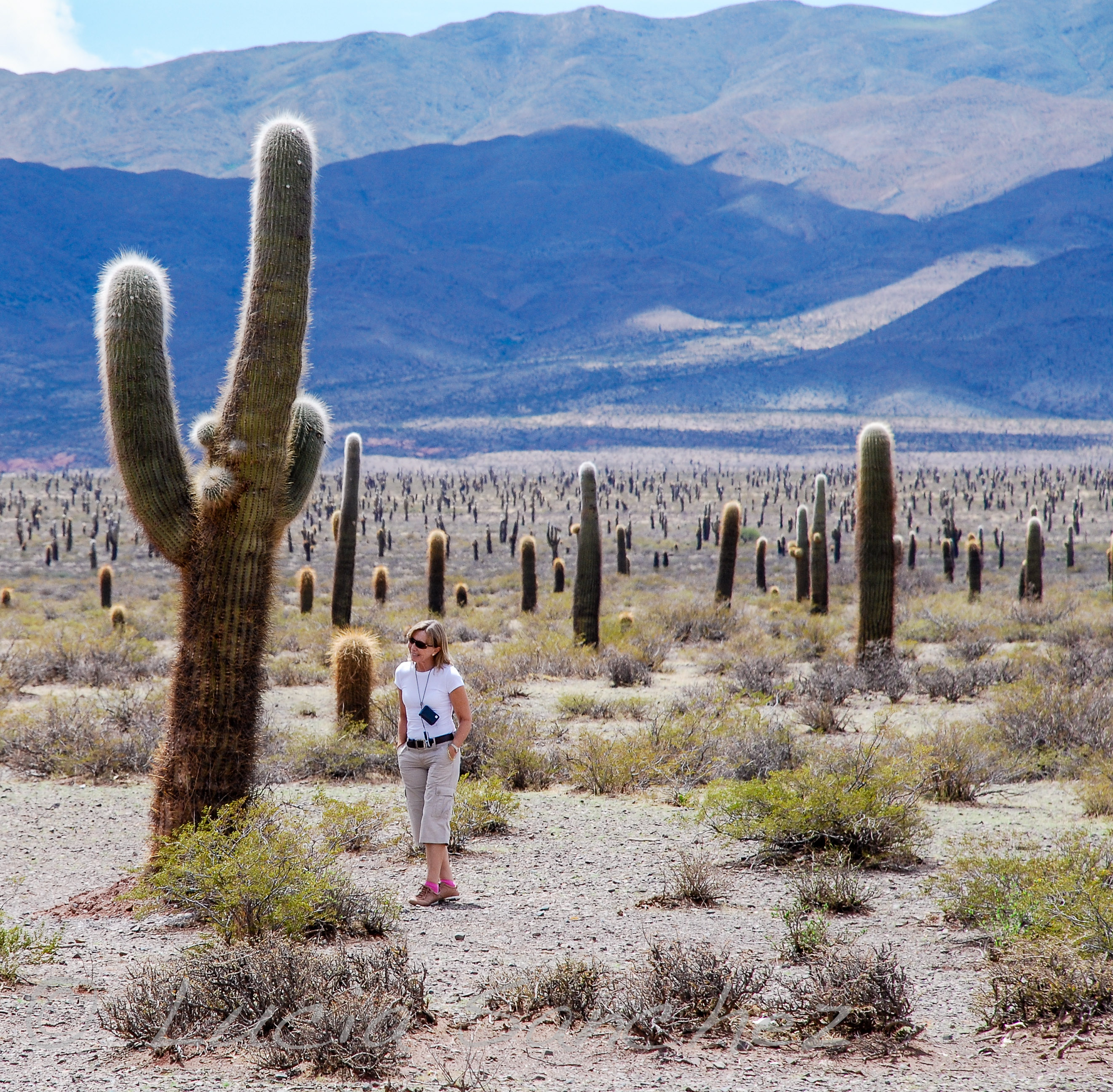
Parque Nacional Los Cardones, Argentina

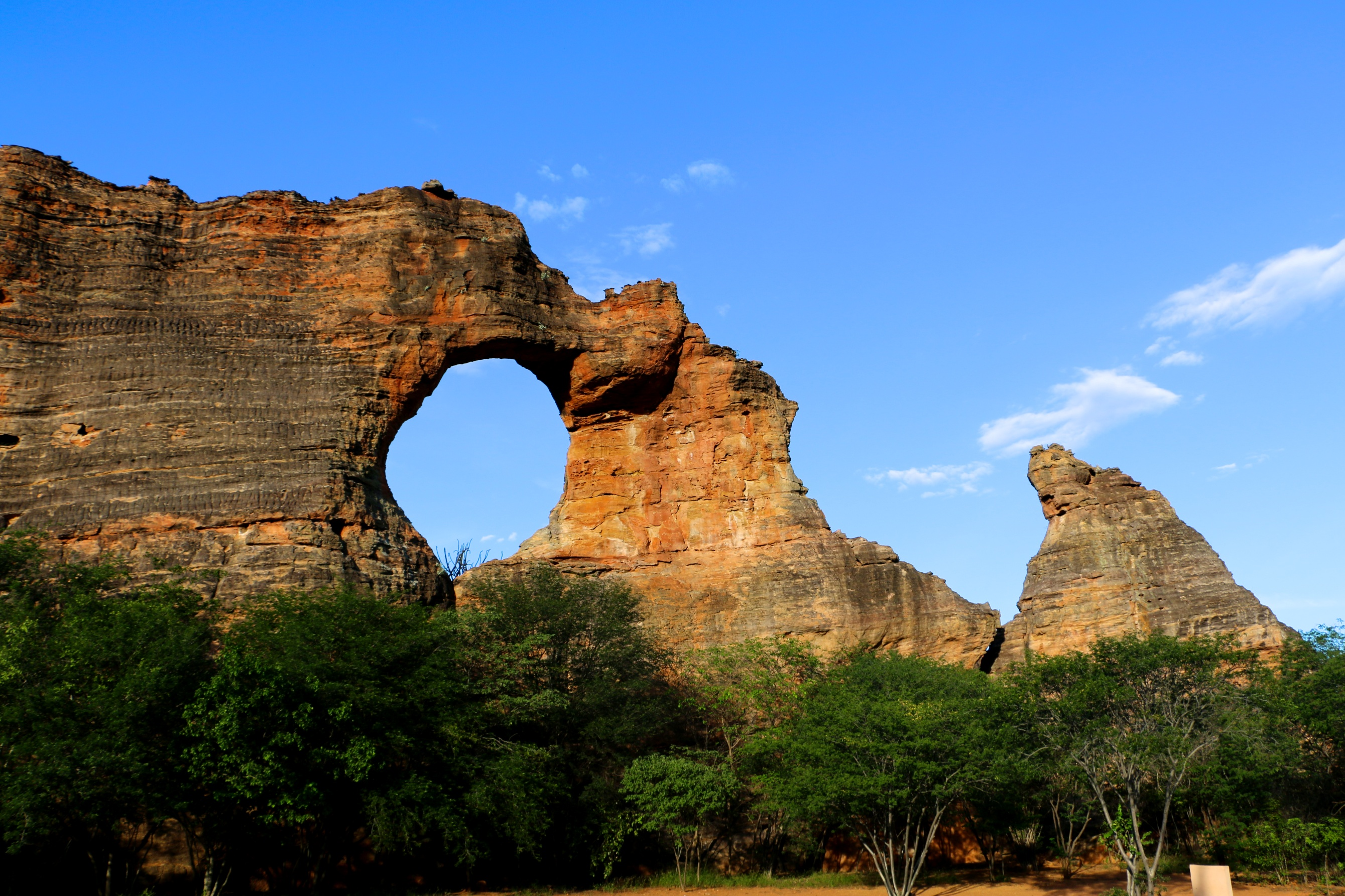
Parque Nacional Serra da Capivara, Brasil

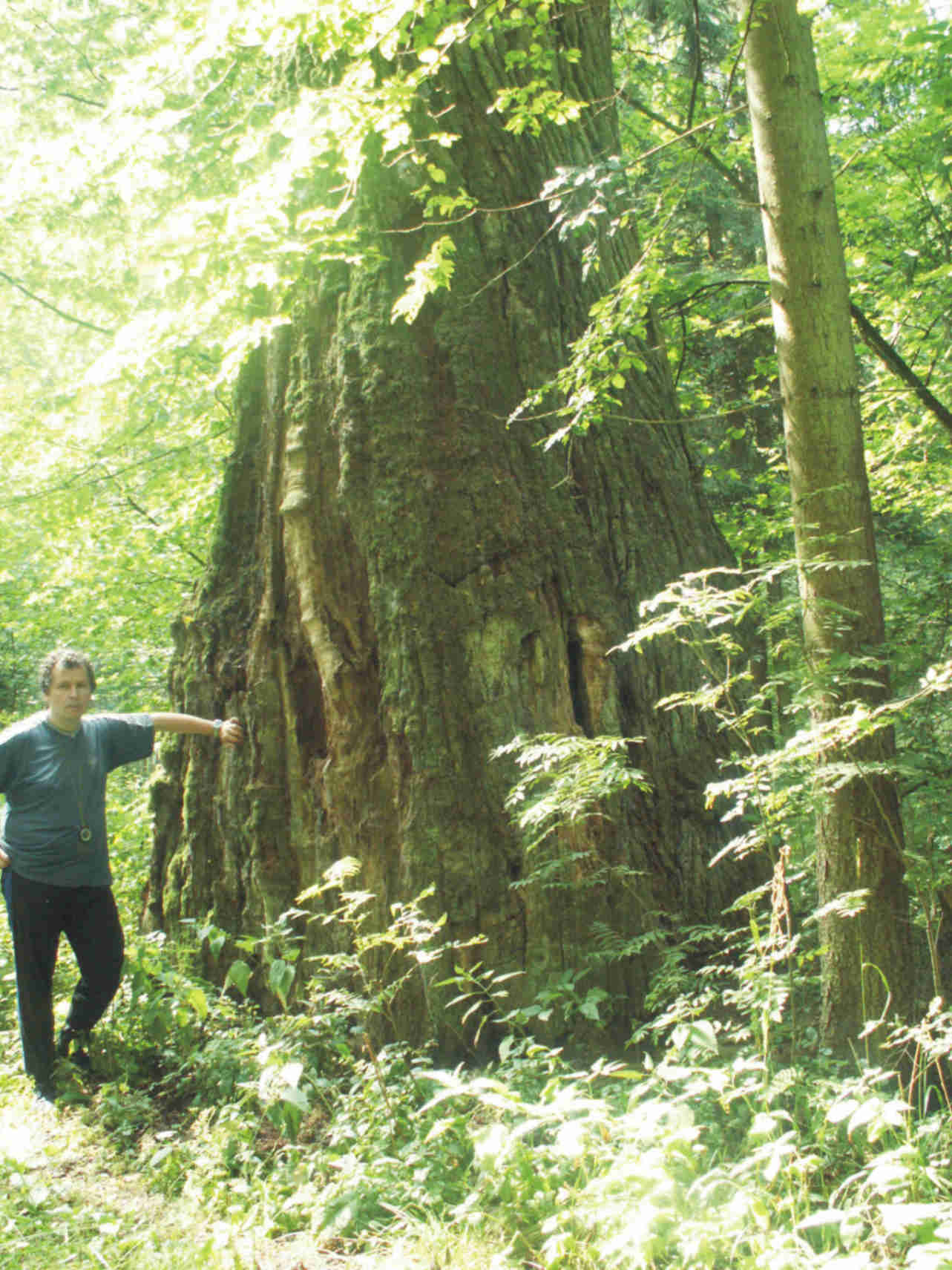
Velho carvalho em Parque Nacional Białowieża, Polônia

Um parque nacional é uma área protegida (classificada na legislação brasileira como Unidade de Conservação), geralmente de grande extensão e de propriedade do Estado, que tem como objetivo básico a preservação de ecossistemas naturais de grande relevância ecológica e beleza cênica.
Ao mesmo tempo, geralmente possibilitam a realização de pesquisas científicas e o desenvolvimento de atividades de recreação em contato com a natureza, educação e interpretação ambiental, e de ecoturismo ou turismo ecológico.

## Características
No Brasil os parques nacionais são regidos pelo SNUC (Sistema Nacional de Unidade de Conservação da Natureza) e administrados pelo órgão federal ICMBio - Instituto Chico Mendes de Conservação da Biodiversidade.
Por lei, são considerados Unidades de Conservação de Proteção Integral, ou seja, não é permitido em seu interior a exploração direta dos recursos naturais. A propriedade privada também é proibida, ou se existente deve ser desapropriada, isto é, adquirida com pagamento aos proprietários.

### Versões estaduais e municipais
No Brasil os parques nacionais também podem se apresentar em versões de menor escala, assim denominadas:
- Parque Estadual, quando criado e administrado por um Estado
- Parque Natural Municipal, quando criado e administrado por um município

### Origens do termo
Trata-se de um modelo de área protegida que tem origem na legislação americana, e que com o tempo foi importado por diversos outros países, dentre eles o Brasil, inicialmente através do Decreto n. 23 793 de 23 de janeiro de 1934, que cria o primeiro código florestal brasileiro.

## Parques nacionais em Portugal
Em Portugal, o Parque Nacional é apenas uma, embora a mais alta, de quatro categorias diferentes de áreas naturais protegidas. As outras são Parque Natural, Reserva Natural e Paisagem Protegida.

## Listagem de parques nacionais por país (Lista incompleta)

### Alemanha
- Lista de parques nacionais da Alemanha

### Angola
- Lista de parques nacionais de Angola

### Argélia
- Parque Nacional de Tremecém

### Argentina
- Parque Nacional Los Arrayanes
- Parque Nacional Los Cardones
- Parque Nacional El Rey
- Parque Nacional Baritú

### Austrália
- Parque Nacional Heathcote
- Parque Nacional Monte Aberdeen

### Bolívia
- Parque Nacional de Noel Kempff Mercado

### Brasil
- Lista de parques nacionais do Brasil

### Coreia do Sul
- Lista de parques nacionais da Coreia do Sul

### Equador
- Lista de parques nacionais do Equador

### Estados Unidos
- Lista de parques nacionais dos Estados Unidos

### Islândia
- Parque Nacional de Snæfellsjökull

### Itália
- Parque Nacional dos Abruzos

### Japão
- Lista de parques nacionais do Japão

### Moçambique
- Parque Nacional do Banhine
- Parque Nacional do Bazaruto
- Parque Nacional da Gorongoza
- Parque Nacional do Limpopo
- Parque Nacional das Quirimbas
- Parque Nacional do Zinave

### Noruega
- Parque Nacional de Rondane

### Polônia
- Parque Nacional Białowieża
- Parque Nacional Bieszczady
- Parque Nacional Montanhas Tatra
- Parque Nacional Wolin

### Portugal
- Parque Nacional da Peneda-Gerês

### Suécia
- Parque Nacional de Abisko
- Parque Nacional de Björnlandet
- Parque Nacional de Blå Jungfrun
- Parque Nacional de Dalby Söderskog
- Parque Nacional de Djurö
- Parque Nacional de Fulufjället
- Parque Nacional de Färnebofjärden
- Parque Nacional de Garphyttan
- Parque Nacional de Gotska Sandön
- Parque Nacional de Hamra
- Parque Nacional de Haparanda Skärgård
- Parque Nacional Muddus
- Parque Nacional de Norra Kvill
- Parque Nacional de Padjelanta
- Parque Nacional de Pieljekaise
- Parque Nacional de Sarek
- Parque Nacional de Skuleskogen
- Parque Nacional de Stenshuvud
- Parque Nacional de Stora Sjöfallet
- Parque Nacional de Store Mosse
- Parque Nacional de Sånfjället
- Parque Nacional de Söderåsen
- Parque Nacional de Tiveden
- Parque Nacional de Tresticklan
- Parque Nacional de Tyresta
- Parque Nacional de Töfsingdalen
- Parque Nacional de Vadvetjåkka
- Parque Nacional de Ängsö